# حیدرآباد (چادگان)
حیدرآباد، روستایی از توابع بخش چنارود شهرستان چادگان در استان اصفهان ایران است.

## جمعیت
این روستا در دهستان چنارود شمالی قرار دارد و براساس سرشماری مرکز آمار ایران در سال ۱۳۸۵، جمعیت آن ۶۷ نفر (۱۵ خانوار) بوده‌است.